# Девлет, Надир
Надир Девлет (15 июля 1944, Мукден, Маньчжоу-го — 30 апреля 2021) — турецкий тюрколог и журналист. Иностранный член Академии наук республики Татарстан.

## Биография
Родился 15 июля 1944 года в Мукдене в татарской семье. После вступления советских войск на территорию Маньчжоу-го родители Надира Девлета были обвинены в национализме и репрессированы. В 1949 году Девлет, живший после ареста родителей с другой семьёй, переехал в Турцию. Там он в 1971 году окончил Стамбульский университет. Затем учился в Германии. В 1972—1984 годах работал на мюнхенском радио «Свобода».
В 1984—2001 годах работал в университете Мармара.
Член ряда научных обществ, в том числе Института турецких культурных исследований (1993), Турецкого исторического общества (1995—2001), Uyesi (2004), Билим Курумы (2006). Почётный член ИЯЛИ им. Г.Ибрагимова АН РТ (1993).

### Научный вклад
Основная тема научных трудов Надира Девлета — социально-политические процессы среди татар в период в 1905—1917 годов и в 1917—1919 годах. Среди его работ есть очерки научно-практических экспедиций и около 20 монографий.
Наиболее известные работы — «Liderligin Efendisi Cengiz Han» (2007), «Studies in the politics history and culture of Turkic peoples» (2005), «Rusya turklerinin milli mucadele tarihi» (1998).
Несколько его работ, «История национальной борьбы российских тюрков (1905—1917)» и «Что случилось с татаро-башкирами Дальнего Востока?», соответственно, в 1998 и 2005 годах были изданы в Казани на татарском языке.
Помимо турецкого и английского, ряд его работ написаны на татарском, русском и азербайджанском языках.

## Награды
- Серебряная медаль Академии наук Республики Татарстан «За достижения в науке» (2014 год)[9].